# Jeppe Koed Bundsgaard
Jeppe Koed Bundsgaard (født 27. september 1970 i Odense) er en dansk softwareudvikler og professor med fokus på danskfaget, it og læring.
Jeppe Bundsgaard er cand. mag. i Nordisk Sprog og Litteratur med filosofi og datalogi som sidefag. Han skrev speciale om Internettet som kommunikationsteknologi.
I 2005 indleverede han ph.d.-afhandlingen Bidrag til danskfagets it-didaktik til Danmarks Pædagogiske Universitet og blev ansat som adjunkt i kommunikative kompetencer samme sted. I 2008 blev han udnævnt til lektor ved Danmarks Pædagogiske Universitetsskole ved Aarhus Universitet. I december 2014 fik han stillingen: Professor MSO i fag didaktik og it med henblik på dansk.

## Forskning
Bundsgaards forskning drejer om, hvordan it kan forandre undervisningspraksis i folkeskolen.
Bundsgaard har bl.a. udviklet begrebet PraksisStilladserende Interaktiv Platform (PracSIP) til at beskrive en anvendelse af computere til at projektarbejde i skolen. Og begrebet Interaktiv assistent til at beskrive computerstøttet undervisning i projektarbejde.
På den anden side beskæftiger Bundsgaard sig med, hvilke udfordringer undervisning i danskfaget står over for i et informations- og netværkssamfund

## Softwareudvikling
Bundsgaard bidraget til udviklingen af Content Management Systemet SmartSite Publisher.
Bundsgaard har deltaget i udvikling af undervisningssoftware. Fx har han været drivende kraft i designet af Ekstra Bladets avisproduktionsplatform Redaktionen og dilemmaspillet Velkommen på forsiden.

## Udgivelser
- Jeppe Koed Bundsgaard; Morten Rasmus Puck (2016), Nationale test: Danske lærere og skolelederes brug, holdninger og viden, Aarhus Universitet, University College Lillebælt, ISBN 978-87-7684-696-1, Wikidata  Q98149224
- Positioner i danskfagets didaktik. Cursiv, 2, København, Danmarks Pædagogiske Universitetsforlag, 2008.
- Danskfagets it-didaktik, sammen med Lisbet Kühn, København: Gyldendal, 2007.
- Learning by collaborating on the Internet, in Niels Kryger & Birte Ravn: Learning beyond Cognition (pp. 67-87), København: Danish University of Education Press, 2007.
- Nøglekompetencer med bud til de humanistiske fagområder, in Cursiv (1)1, København, Danmarks Pædagogiske Universitetsforlag, 2006.
- Bidrag til danskfagets it-didaktik. Med særlig henblik på kommunikative kompetencer og metodiske forandringer af undervisningen, ph.d.-afhandling, Odense: Forlaget Ark, 2005.
- Internettet. Atom eller fragment, Eli Working Paper No. 1. Odense, 2000.

## Eksterne links
- Jeppe Bundsgaards hjemmeside
- Medarbejderside på DPU Arkiveret 9. marts 2009 hos  Wayback Machine
- Bidrag til danskfagets it-didaktik. Ph.d.-afhandling